# کودی واکر (بازیگر)
کودی واکر (انگلیسی: Cody Walker؛ زادهٔ ۱۳ ژوئن ۱۹۸۸) هنرپیشه اهل ایالات متحده آمریکا است. وی از سال ۲۰۱۳ میلادی تاکنون مشغول فعالیت بوده‌است.
از فیلم‌ها یا برنامه‌های تلویزیونی که وی در آن نقش داشته‌است می‌توان به خشمگین ۷، یواس‌اس ایندیاناپلیس: مردان دلیر اشاره کرد.